# Мифология гуарани
Мифология гуарани — мифология народа гуарани, проживающего в южно-центральной части Южной Америки: в Парагвае и некоторых частях прилегающих районов Аргентины, Бразилии и Боливии.

## Краткий обзор
Письменных записей древних мифов и легенд ассоциированных с народом гуарани не сохранилось. До недавнего времени язык гуарани был бесписьменным, и сущность их религиозных верований передавалась лишь изустно. Поэтому пантеоны разных божеств и связанных с ними мифов значительно различаются от одних районов территории гуарани до других, и разница между региональными сказаниями может быть огромной. Исследователи засвидетельствовали множество вариантов легенд, в которых прослеживаются как полностью различные роли специфических божеств или духов, какие они играют в системе верований Гуарани, так мифы могут быть и очень похожими, либо почти полностью совпадать.
В то время, как множество индейцев этноса Гуарани были ассимилированы в современное сообщество и обращены в христианство или получили знание о нём в результате миссионерской работы монахов Ордена братьев Иезуитов в XVI веке, некоторые основополагающие верования до сих пор используются во многих отдаленных сельских областях региона Гуарани. Как результат вышесказанного, все новые мифы и легенды Гуарани продолжают появляться до наших дней.

## Миф о создании
Первейшей фигурой в большинстве распространенных среди Гуарани версий легенды о создании выступает Тупаа (Tupã), высший Бог-всесоздатель.
С помощью богини луны Араси (Arasy), Тупаа сошел на Землю в месте, указанном как гора в районе Арегуа (Aregúa), Парагвай, и с этого места создал всё, что находится на земле, в том числе океаны, леса и животных. Легенды также сообщают, что звезды были помещены в небе в этот момент.
Тупаа затем создал человечество (в большинстве мифов Гуарани люди их этноса являлись действительно первой созданной расой людей, и каждая другая цивилизация была рождена из этого «так же») в результате тщательно продуманой «разработанной» церемонии, сформировав глиняные статуэтки мужчины и женщины с примесью различных элементов природы. После вдыхания жизни в человеческую форму тела «людскую форму» он оставил их с духами добра и зла и отбыл.

## Тупаа
Тупаа (также Tupã, Tupave или Tenondete) имя верховного божества в Гуарани мифе о создании.
в гуарани-языке «Tupa» также слово, означающее «бог».
Тупаа считается создателем Вселенной, и более того, создателем Света. Его резиденция — это Солнце.
Перед созданием человеческой расы, Тупаа поженился на богине Араси, матери неба, чьим домом является Луна.
Следуя мифу, Тупаа и Араси Arasy спустились на землю, однажды утром после своей свадьбы, и вместе они создали реки и моря, леса, звезды и все живые существа Вселенной.
Мифы говорят, что место, на котором они стояли при создании всех этих вещей располагалось на вершине холма в Арегуа, небольшой город в Парагвае недалеко от столицы Асунсьон.
Тупаа и Араси встретились благодаря звёздам, и это заняло для них долгие годы, чтобы найти друг друга.
Тупаа был божественным сосудом, который должен был взорваться. В Нолибэд (Nolybad), Обители богов (сравни с Олимп в др.-греч. мифологии) «дома бога» — он уничтожит любых людей, которые пройдут рядом с его божественным городом либо пришли в его божественный город и разместились возле своего бога.

## Раннее человечество, начала людскости
Настоящими первыми людьми, созданными Тупаая, явились Рупав (Rupave) и Сюпава (Sypave), чьи имена значат «Отец людей» (сравни с Ранги из мифов маори) и «Мать людей» (Па-па в маори-мифах, SYP-AVE=EVE), соответственно.
Пара Рупава и Сюпавы стала родителями трех 3 сыновей и значительного, но не указываемого в мифах Гуарани точно, числа дочерей.
Первым из их сыновей стал Туме Аранду (Tumé Arandú), святейший из всех людей и величайший пророк из Гуарани.
Туме Аранду, мифологическая фигура из культуры Гуарани, считается «Отцом мудрости». Вторым из их сыновей был Маранга-ту (Marangatú), доброжелательный и щедрый лидер своего народа, и отец Кераны (Kerana), матери семи легендарных монстров в Гуарани мифах (см. ниже).
Их третий сын Джапеюза (Japeusá), про которого считается, что он был от рождения лжецом, вором и аферистом, всегда делает вещи наоборот, чтобы запутать людей и воспользоваться им. В конце концов он покончил жизнь самоубийством, утопив себя в воде, но позже он воскрес, как краб, и с тех пор все крабы прокляты пятиться, так же, как делал сам Джапеюза.
Среди дочерей Rupave и Supave была Порася (Porâsý), решившая принести в жертву её собственную жизнь, чтобы избавить мир от одного из семи легендарных монстров, уменьшить их силу (и таким образом, власть зла в целом).
Несколько первых людей были посвящены иметь власть над их смертями (считается, что они были вознесены после их смерти) и стали незначительными божествами в системе верований Гуарани.

## Семь монстров в легендах гуарани
Керана, прекрасная дочь Марангату, была захвачена персонификацией (зла) либо духом зла, названным Тау. Вместе у них было семь 7 сыновей, которые были прокляты высокой богиней Луны названной Арасей Arasy, и все сыновья, кроме одного, были рождены в виде отвратительных монстров.
Семь монстров считаются первичными фигурами в Гуарани мифологии, и в то время несколько меньших божеств или даже настоящих (оригинальных) людей (исторических персонажей) забыли в устной традиции некоторых районов, эти семь, как правило, сохраняются в легендах. В большинство из них верили даже до наших времен в некоторых сельских районах.
Семь сыновей Тау и Кераны в порядке своего рождения на свет:
1. Тейю Ягуа — божество или дух пещер (каверн) и плодов (фруктов);
2. Мбуи Туи — божество водных путей и водных созданий;
3. Моньяй (Монаи) — божество открытых полей (пространств). Он был низложен при жертве прекрасной Пораси;
4. Йази (Ясы) Йатере — божество отдыха (сиесты), только один из семи не является монстром в прямом смысле слова;
5. Курупи — божество сексуальности и фертильности (плодородия);
6. Ао Ао — божество гор, холмов и вершин;
7. Луисон — божество смерти и всех связанных с ней ритуалов и отношений (источник 2).

## Тейю Ягуа
Тейю Ягуа стал первым сыном Тау и Кераны и одним из семи легендарных монстров Гуарани мифологии.
Из-за проклятия, наложенного Арасей на Тау за похищение (изнасилование) Кераны, потомки Тау были навсегда прокляты и получили деформированную, чудовищную внешность.
Таким образом, первый сын пары был огромной ящерицей с семью собачьими головами и глазами, которые извергают огонь. Его семь собачьих голов делали каждое движение (передвижение, перемещение) божества усложненным. Некоторые версии предания говорят Тейю Ягуа (Тейю Зверь, большое животное) имел только одну гигантскую как у собаки голову, но все версии соглашаются что он имел ограниченную способность крутить головой (двигаться вокруг).
Его появление было наиболее страшным из всех семи братьев. Как утверждается, его свирепость была несколько смягчена по выбору Тупы. Он оставался спокойным и безвредным, тем не менее, его боялись за его огненный взгляд.
Он питался фруктами (плодами) и его брат Йаси Йатер давал ему мёд, его любимую еду. Он является повелителем пещер и защитником фруктов (плодов). Он также подразумевается как бриллиантовый защитник погребенных (уничтоженных или спрятанных) сокровищ.
Его кожа стала блестящей (сияющей) после того, как он обтёрся вокруг золота и драгоценных камней в местности Итапе Itapé.

## Мбуи Туи
Мбуи Туи — один из семи легендарных монстров в Гуарани мифологии. Он был вторым сыном Тау и Кераны.
Мбуи Туи буквально переводится как «змея-попугай» что описывает внешность этого создания. Мбуи Туи имеет форму громадного змея с огромной головой попугая и огромным клювом. У него также имеется красный, раздвоенный язык цвета крови. Его кожа чешуйчатая с прожилками (полосками). Перья покрывают его голову. Он обладает пагубным видом, который страшит каждого, кого постигла неудача встретиться с ним.
Он патрулирует болота и защищает амфибийную жизнь. Он наслаждается влажностью и цветами. Он издаёт невообразимо мощные и ужасные резкие, пронзительные крики, которые можно услышать очень издалека и которые вселяют ужас в каждого, кто услышит их. Он считается защитником водных животных и влажных (затопленных) земель (источник 3).

## Монаи
Монаи — третий сын Тау и Кераны и один из семи легендарных монстров в Гуарани мифологи.
Это создание с двумя прямыми, цветными рогами на его голове, которые служат антеннами. Его владения это открытые пространства (поля). Он может лазить по деревьям с легкостью и скользить вниз, чтобы охотиться на птиц, которыми он питается и управляет с помощью гипнотической силы своих антенн. Из-за этого он называется «господином воздуха».
Монаи любит воровать и прятать продукты его проступков в пещере. Его непрерывные грабительство и рейдерство в деревнях вызвали большой раздор среди людей, так как они все обвиняли друг друга в грабежах (разбоях) и таинственных «исчезновениях» их имущества.
Горожане объединились, чтобы положить конец проступкам Монаи и его братьев. Прекрасная Порася вызвалась сама выполнить эту миссию. Она убедила Монаи, что она влюбилась в него и что прежде, чем они отпразднуют свою свадьбу, она желает встретиться с его братьями.
Монаи оставил её на попечение Тейю Ягуа и ушёл искать остальных своих братьев: Мбои Туи, Ясы (Йазы) Йатере, Курупи, Луисона и Ао Ао. Когда он, наконец, собрал их всех, начались свадебные обряды. Братья поочередно обменивались тостами (обменялись напитками при межэтнической свадьбе — попробуй нашу водку — попробуй нашу чачу) с щедрыми порциями горячительных напитков в их бокалах и быстро напились. В этот момент Пораси попыталась бежать из пещеры, вход в которую был закрыт огромным камнем.
Монаи помешал ей сбежать и бросил её обратно в пещеру. Пораси закричала, чтобы предупредить людей, которые ождали снаружи. Зная, что она была потеряна, она приказала людям сжечь пещеру, даже и с ней внутри. Хотя это было чистым самоубийством для Пораси, этот поступок также успешно разрушил проклятие потомков Тау и Кераны, включая самого Монаи.
В обмен на жертву Пораси, боги подняли её душу и превратили её в небольшую, но насыщенную (интенсивную) световую точку. С тех самых пор, богами было суждено для духа Пораси, чтобы он стал сиянием утренней зари.

## Йази (Ясы) Йатере
Ясы Йатере — имя важной фигуры в Гуарани мифологии. Четвёртый из семи проклятых детей Тау и Кераны, Йази (Ясы) Йатере является одним из наиболее упоминаемых божеств среди говорящих на языке гуарани культур Южной Америки, особенно в Парагвае.
В Гуарани (и вообще Латиноамериканской) мифологии, за Йази Йатере закрепилось значение защитника плантаций вечнозеленых деревьев падуба парагвайского, из которых приготовляют популярнейший в регионе напиток йерба мате. Он также властитель сиесты и отдыха в целом.
Ясы Йатере, чье имя дословно означает «Маленький кусочек Луны», выделяется среди своих братьев тем, что он не совсем уж монстр. Он обычно описывается как невысокий человек или даже ребёнок, со светлыми, блондинистыми волосами и иногда голубыми глазами. Он обладает добрым внешним видом, даже прекрасным или воодушевляющим, и носит с собой волшебную палочку либо посох (трость), в описаниях иногда называемую золотым тросником, хотя стоит учитывать и то, что его одежды или аксессуары не выглядят важной частью легенды. Как и остальные его братья, он обитает в лесной чаще (дикой природе), покровительствуя росту деревьев падуба. Иногда он также рассматривается в роли защитника спрятанных сокровищ (источник 4).